# HMS Roberts (1941)
HMS Roberts – monitor typu Roberts z czasów II wojny światowej należący do Royal Navy. Był drugim monitorem nazwanym tak od nazwiska marszałka polnego Fredericka Robertsa, pierwszego earla Roberts.
Okręt został zbudowany przez stocznię John Brown & Company w Clydebank, stępkę położono 30 kwietnia 1940 roku, wodowano 1 kwietnia 1941 roku, zaś ukończono 27 października 1941 roku. Na okręcie tym ponownie wykorzystano dwa 15-calowe działa (381 mm) z monitora „Marshal Soult” z czasów I wojny światowej.
HMS „Roberts” zapewniał wsparcie ogniowe podczas operacji „Torch” w Afryce Północnej, podczas której został uszkodzony dwoma półtonowymi bombami. Świeżo naprawiony okręt wziął udział w operacji „Husky” (inwazji na Sycylię), operacji „Avalanche” (lądowaniu aliantów koło Salerno), oraz lądowaniu w Normandii oraz walkach o Walcheren.
HMS „Roberts” sprzedano na złom wkrótce po wojnie, lecz został z powrotem wynajęty przez Royal Navy jako hulk w Devonport, gdzie służył do roku 1965. Został zezłomowany w Inverkeithing koło Rosyth w lipcu 1965 roku.
Jedno z dział HMS „Roberts” (pierwotnie pochodzące z HMS „Resolution”), zostało zamontowane przed Imperial War Museum w Londynie razem z działem z pancernika HMS „Ramillies”.